# Karl Wittfogel
Karl August Wittfogel, född den 6 september 1896 i Woltersdorf i nuvarande Landkreis Lüchow-Dannenberg i Niedersachsen, död den 25 maj 1988 i New York, var en tysk-amerikansk sociolog och sinolog.
Han var aktiv i den kommunistiska arbetarrörelsen och författade under denna tid teoretiska skrifter och politiska teaterstycken. Wittfogel hörde till Frankfurtskolan. Under bokbålen runt om i Nazityskland 1933 brändes Wittfogels verk av nationalsocialister. År 1934 emigrerade han till USA. Under McCarthyismens era var han antikommunist. Wittfogel var 1947–1966 professor i kinesisk historia vid University of Washington i Seattle.

## Orientalisk despotism
Wittfogels huvudverk är Die orientalische Despotie (1957). Han försökte leda högkulturernas uppkomst tillbaka till en bestämd teknisk-ekonomisk förändring. Titeln Die orientalische Despotie (Orientalisk despotism) syftar på Mesopotamien, Egypten och andra "österländska" högkulturers politiska organisation.
Enligt hans tolkning var det bevattningsanläggningarna vid de stora floderna som Nilen, Eufrat och Tigris samt de risodlande delarna av Asien, som satte igång utvecklingen. De krävde stora arbetarmassor, och denna hoprafsade skara måste styras och organiseras av en hierarki av uppsyningsmän och arbetsledare. Detta gav stöten till en ny politisk struktur: istället för stammen, med dess i sista hand personliga relationer mellan styrande och styrda, uppstod en opersonlig, permanent regeringsapparat, staten i mer modern mening. Han kallar strukturen hos dessa samhällen för "hydrauliska samhällen".
Man har kritiserat modellen för dess tekniska determinism.